# Nemanja Motika
Nemanja Motika (in serbo Немања Мотика?; Berlino, 20 marzo 2003) è un calciatore serbo con cittadinanza tedesca, attaccante dell'Olimpia Lubiana.

## Biografia
È nato a Berlino, in Germania, da genitori serbi: suo padre è originario di Nišići vicino Sarajevo, sua madre è originaria di Vranje.

## Carriera

### Club
Cresciuto nel settore giovanile del Bayern Monaco, debutta con la seconda squadra dei bavaresi il 9 maggio 2021, disputando l'incontro di 3. Liga perso per 1-2 contro l'Unterhaching, subentrando al 70' a Rémy Vita e realizzando il gol della bandiera. Il 3 febbraio 2022, dopo aver totalizzato 27 presenze e 16 reti con la seconda squadra del Bayern, viene acquistato dalla Stella Rossa.

### Nazionale
Ha giocato nella nazionale tedesca Under-16 e nelle nazionali serbe Under-19 ed Under-21.

## Statistiche

### Presenze e reti nei club
Statistiche aggiornate al 16 ottobre 2022.
| Stagione                | Squadra                 | Campionato              | Campionato | Campionato | Coppe nazionali | Coppe nazionali | Coppe nazionali | Coppe continentali | Coppe continentali | Coppe continentali | Altre coppe | Altre coppe | Altre coppe | Totale | Totale |
| Stagione                | Squadra                 | Comp                    | Pres       | Reti       | Comp            | Pres            | Reti            | Comp               | Pres               | Reti               | Comp        | Pres        | Reti        | Pres   | Reti   |
| ----------------------- | ----------------------- | ----------------------- | ---------- | ---------- | --------------- | --------------- | --------------- | ------------------ | ------------------ | ------------------ | ----------- | ----------- | ----------- | ------ | ------ |
| 2020-2021               | Bayern Monaco II        | 3L                      | 3          | 1          |                 | -               | -               |                    | -                  | -                  |             | -           | -           | 3      | 1      |
| 2021-feb. 2022          | Bayern Monaco II        | RL                      | 24         | 15         |                 | -               | -               |                    | -                  | -                  |             | -           | -           | 24     | 15     |
| Totale Bayern Monaco II | Totale Bayern Monaco II | Totale Bayern Monaco II | 27         | 16         |                 | -               | -               |                    | -                  | -                  |             | -           | -           | 27     | 16     |
| feb.-giu. 2022          | Stella Rossa            | SL                      | 7+3        | 1+0        | CS              | 2               | 0               | UCL+UEL            | 0+2                | 0                  |             | -           | -           | 14     | 1      |
| 2022-2023               | Stella Rossa            | SL                      | 0          | 0          | CS              | 1               | 0               | UCL+UEL            | 0+1                | 0                  |             | -           | -           | 2      | 0      |
| Totale carriera         | Totale carriera         | Totale carriera         | 37         | 17         |                 | 3               | 0               |                    | 3                  | 0                  |             | -           | -           | 43     | 17     |

## Palmarès

### Club

#### Competizioni nazionali
- Campionato serbo: 1

Stella Rossa: 2021-2022
- Coppa di Serbia: 2

Stella Rossa: 2021-2022, 2022-2023